# Tomás Alcaide

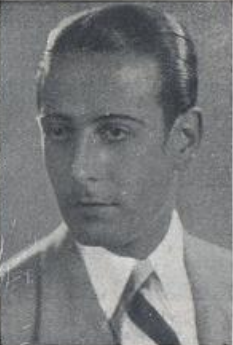
Tomás Alcaide

Tomás de Aquino Carmelo Alcaide (* 16. Februar 1901 in Estremoz, Portugal; † 9. November 1967 in Lissabon, Portugal) war ein portugiesischer Opernsänger (Tenor). Er gilt bis heute als der bedeutendste Opernsänger Portugals im zwanzigsten Jahrhundert.

## Leben
Tomás Alcaide wurde in Estremoz geboren. Zwischen 1912 und 1920 war er Kadett am Colégio Militar in Lissabon, mit dem Ziel, eine Karriere beim Militär anzustreben. 1920 wechselte er das Fach und studierte Medizin zunächst in Coimbra, dann in Lissabon, machte aber keinen Studienabschluss. Während studentischer Singwettbewerbe wurde man auf seine außergewöhnlich lyrische Stimme aufmerksam und riet ihm, seine Stimme ausbilden zu lassen. In Lissabon studierte er Gesang zunächst bei Francisco Coutinho und Eugenia Mantelli. Ab 1924 lebte er in Italien, vor allem finanzielle Gründe trieben ihn dorthin. Bei Alberto Sardi und Fernando Ferrari setzte er seine Ausbildung fort.
Sein Aufenthalt in Mailand war der Beginn einer Weltkarriere, die für einen portugiesischen Tenor in dieser Art einzigartig blieb bis heute. Seine ersten Engagements hatte er in Theatern und Opern in Portugal, in Lissabon, aber auch in Porto, Coimbra und Faro. Seine Italienpremiere erfolgte im Teatro Carcaro in Mailand. Ab 1930 folgten Auftritte in Rom. Es folgten weltweite Gastspiele und Auftritte, so zum Beispiel in Neapel, Venedig, Paris, Wien, Zürich, Helsinki, Boston, Chicago, New York, Monte Carlo, Prag, Brüssel, Buenos Aires, Rio de Janeiro, Salzburg, Toulouse, Nizza, Vichy, Narbonne, Riga, Sevilla, Madrid, Barcelona, Lausanne, Bologna, Palermo, São Paulo, Bergamo, Genf, Bordeaux. Auch sang er in weltbekannten Opernhäusern, so in Lissabon im Teatro Nacional de São Carlos, in Buenos Aires im Teatro Colón, in Salzburg bei den Salzburger Festspielen, 1931. Sein Debüt an der Scala in Mailand gab er am 8. März 1930.
Das Repertoire von Alcaide umfasste die klassischen Werke der Oper, was sowohl die Komponisten als auch die Stücke anging. Portugiesische oder spanische Opernkomponisten waren jedoch selten dabei. Zu den von ihm gesungenen, bekanntesten Rollen in großen Opernstücken zählen die Opern Rigoletto, La Bohème, Mignon, Werther, Roméo et Juliette, Cavalleria rusticana, La traviata, Lucia di Lammermoor, Madama Butterfly und Tosca. Die Zahl der von ihm gesungenen Komponisten umfasste weltberühmte Namen wie Engelbert Humperdinck, Giuseppe Verdi, Gaetano Donizetti, Gioachino Rossini, Jules Massenet, Georges Bizet, Charles Gounod, Pietro Mascagni. Auch eines der bekanntesten Stücke der Operngeschichte „La donna è mobile“ wurde von ihm gesungen und auf Schallplatte verewigt. Die bekannteste Sängerin, mit der er sang, war Claudia Muzio. In Portugal wurde er einem Massenpublikum durch das Radio bekannt, sämtliche Stationen des Landes übertrugen seine Auslands- und Gastauftritte, weil ein Portugiese dort sang.
1935 wollte ihn die Regierung Mussolini zwingen, als ständig in Italien tätiger Künstler, seine Staatsangehörigkeit abzulegen und Italiener zu werden. Dies lehnte Alcaide jedoch entschieden ab und wurde des Landes verwiesen. Ab 1936 lebte er in Lateinamerika, vor allem in Brasilien und Argentinien und musste seine Karriere ruhen lassen, da er aufgrund des Krieges und der politischen Umstände in vielen Staaten in Europa keine Auftrittsmöglichkeiten mehr bekam und kehrte erst 1942 nach Europa zurück, zunächst in seine Heimat Portugal. Jedoch erst 1947 nahm er wieder seine Karriere als lyrischer Tenor auf und begann bis zu seinem Rücktritt als Sänger 1952 eine, zweite, kurze Karriere in Europa.
In Brasilien lernte er die Tänzerin Asta Rose kennen, die er auch heiratete. Sein Bruder war der Dramatiker und Kolumnist Roberto Augusto Carmelo Alcaide (1903 bis 1979), der aber stets im Schatten des weltbekannten Bruders stand.
Für das Plattenlabel „Columbia Records“ entstanden zahlreiche, auch im Ausland verkaufte Schallplatten und Tonträger.
Tomás Alcaide starb am 9. November 1967 in Lissabon überraschend im Alter von 66 Jahren. Am Vorabend hatte er noch Masken für die Aufführung eines Comebacks gesichtet.
Seine Autobiografie erschien bereits 1961. Alcaide war – mit Unterbrechungen – etwa zweiundzwanzig Jahre auf den Opernbühnen der Welt unterwegs. Alcaide sang neben Portugiesisch in Spanisch, Französisch, Englisch, Italienisch und in Deutsch. Er war sprachbegabt und hatte alle Sprachen, die er sang auch gelernt und sprach sie fließend und akzentfrei.

## Ehrungen durch Staat und Gesellschaft
In Portugal sind Straßen nach ihm benannt, so in Estremoz, Linda-a-Velha und Lissabon. In der Kathedrale von Washington, D.C. hängt eine Gedenkplakette für Alcaide, die von amerikanischen Fans und dort lebenden Portugiesen sowie Amerikanern portugiesischer Abstammung zum Gedenken an seine Auftritte in den USA gestiftet und angebracht wurde. 2001 erschien zum hundertsten Geburtstag eine Gedenkmarke für Alcaide. Auf dem dazugehörigen Umschlag der Gedenkmarke ist er in der Rolle und Verkleidung als Rigoletto zu sehen. Die Stadt Estremoz ernannte ihn posthum zum Ehrenbürger. 1997 wurde durch die Stadt Estremoz ein Gesangswettbewerb für Opernternöre in Portugal und im Ausland gespendet, der seinen Namen trägt und den Nachwuchs an lyrischen Tenören fördern soll (Concurso International cantor Tomás Alcaide). Eine Statue in seiner Heimatstadt erinnert an einen ihrer größten Söhne. Die 1987 aufgestellte Statue stammt von dem Bildhauer Domingos Soares Branco. 1962 verlieh ihm der portugiesische Staat den bisher einzigartigen Titel „Meister der portugiesischen Oper“. Außerdem wurde er zum Direktor der Companhia Portuguesa de Opera ernannt.

## Schriften
- Um cantor no palco e na vida (Ein Sänger auf der Bühne wie im Leben). Autobiographie. 1961.

## Trivia
- Zeitlebens war er vor allem in seiner Freizeit an Sport und Kunst interessiert.
- Alcaide war auch in Deutschland bekannter als sein Landsmann Francisco d’Andrade, der in Berlin tätig war und sogar von Max Slevogt gemalt wurde, obwohl Alcaide nur selten in Deutschland aufgetreten war.

## Filmografie
- Bocage, 1936, Portugal. (Spielfilm über das Leben des Dichters Manuel Maria Barbosa du Bocage), Regie: José Leitão de Barros.
- Le disque 413; 1936, Frankreich, mit Gitta Alpár in der Hauptrolle und unter der Regie von Richard Pottier.
- Symphony d`Amour, USA/Frankreich; 1936 gedreht, erst 1946 aufgeführt, Co-Regie: Robert Siodmak. In diesem Musicalfilm sind auch Mitglieder der legendären deutschen Schlagergruppe Comedian Harmonists zu sehen.

## Auszeichnungen (Auswahl)
- Orden der Christusritter, 1934
- Ordem de Santiago da Espada, 1934